# Nové Dillí
Nové Dillí (hindsky: नई दिल्ली,Naī Dillī, paňdžábsky: ਨਵੀਂ ਦਿੱਲੀ, urdsky: نئی دلی) je hlavní město Indie a sídlo indické vlády. Sídlí zde hlavní tři větve indické vlády. Prezidentský palác Ráštrapati Bhavan, parlament a Nejvyšší soud Indie. Je součástí metropolitní oblasti Dillí a zabírá plochu 42,7 km². V roce 2022 zde žilo 216 333 obyvatel.
Město bylo vystavěno podle plánů britských architektů Edwina Lutyense a Herberta Bakera. Město bylo slavnostně „otevřeno“ 13. března 1931 místokrálem a generálním guvernérem, lordem Irwinem.

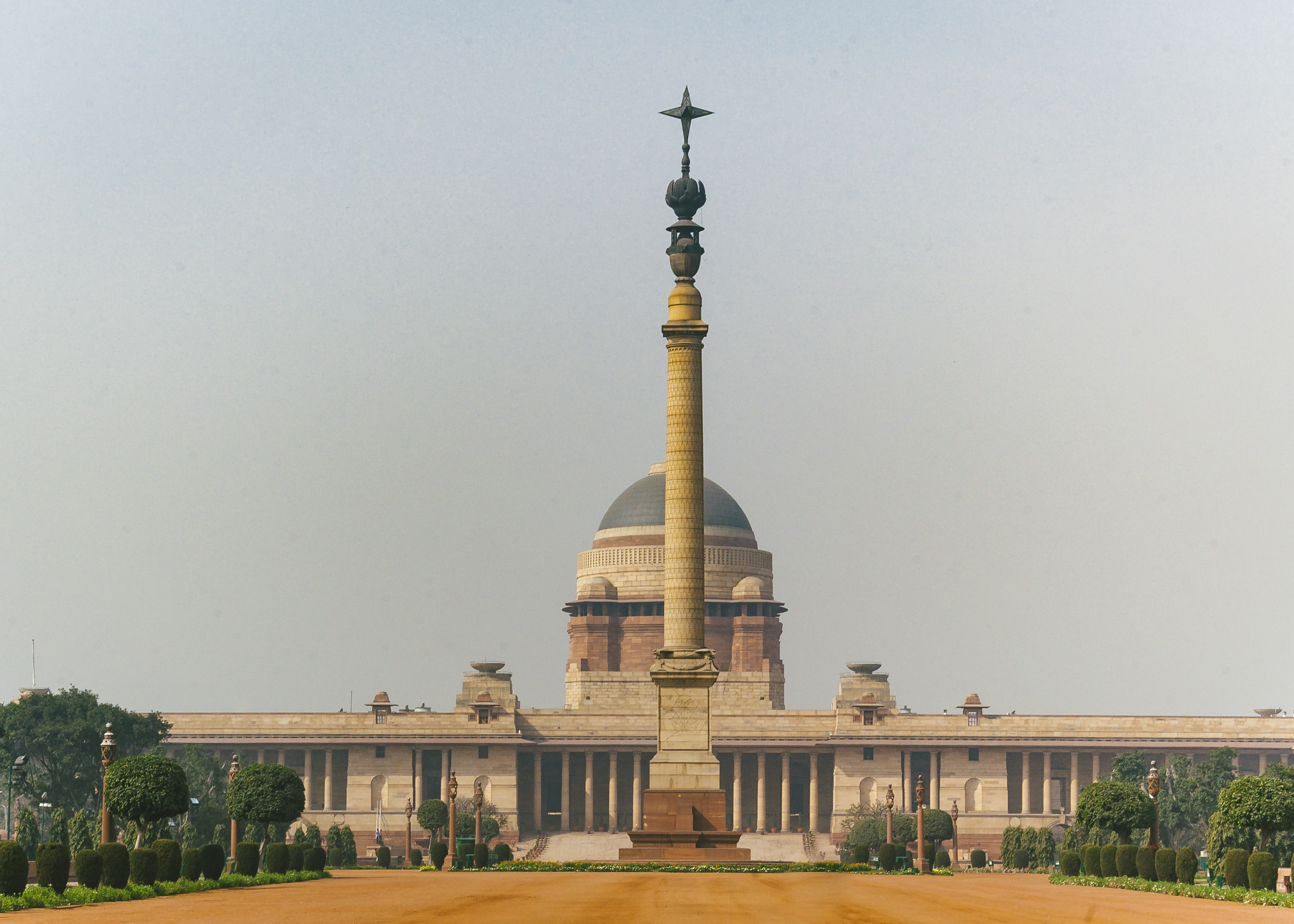
Prezidentský palác Ráštrapati Bhavan v Novém Dillí

## Dějiny
V době Britské Indie byla až do prosince 1911 hlavním městem Kalkata. Během starověku i středověku však jako politické a finanční centrum sloužilo často Dillí, zejména pak v době mughalské éry mezi lety 1799–1849. Na počátku 20. století britští úředníci přišli s návrhem přemístit hlavní město z Kalkaty do Dillí. Kalkata se totiž nachází na východním pobřeží Indie, zatímco Dillí v severní části Indie a vláda Britské Indie se domnívala, že bude snazší Indii lépe spravovat právě z Dillí.
Od doby, kdy se Dillí stalo novým hlavním městem, prošlo rozsáhlou přestavbou. Větší část města přitom byla postavena podle návrhu architekta Edwina Lutyense. V únoru 1931 byl slavnostně otevřen rozsáhlý komplex nově postavených vládních budov. V roce 1956 bylo Dillí prohlášeno za svazové teritorium.
Nové Dillí se nachází jižně od Starého města, které nechal vystavět mughalský císař Šáhdžahán, a zahrnuje velkou řadu historických památek.

### Po nezávislosti Indie
Poté, co Indie získala v roce 1947 nezávislost, byla Novému Dillí udělena omezená samostatnost a bylo spravováno hlavním komisařem jmenovaným indickou vládou. V roce 1966 získalo Dillí status svazového teritoria a nakonec byl vrchní komisař nahrazen guvernérem. V ústavě (šedesátý devátý dodatek) z roku 1991 se uvádí, že území svazového teritoria Dillí se bude nazývat územím hlavního města Dillí. Na základě nového systému získala volená vláda rozsáhlé pravomoci, až na trestní moc, která zůstala ústřední vládě. Reálně začala tato právní úprava platit až v roce 1993.

## Geografie

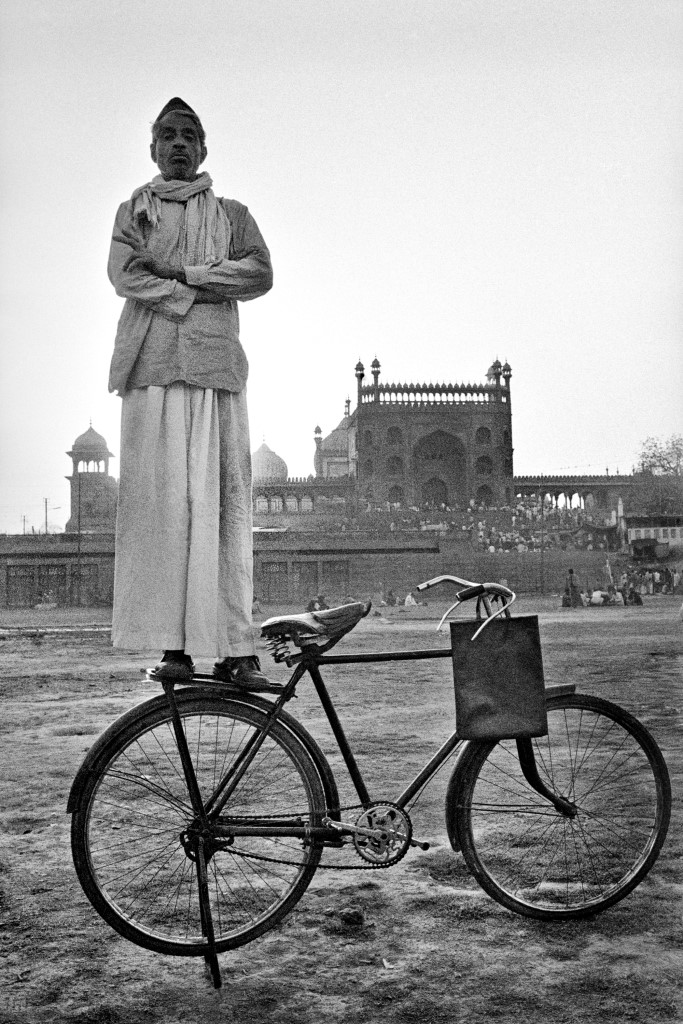
Muž v Novém Dillí, 1973

S celkovou rozlohou 42,7 km² tvoří Nové Dillí jen malou část metropolitní oblasti Dillí. Vzhledem k tomu, že město leží v Indoganžské nížině, jsou výškové rozdíly ve městě minimální. Nové Dillí a okolní oblasti byly kdysi součástí pohoří Arávalí, ze kterého se do současnosti zachovala jen vyvýšenina Delhi Ridge, která se také nazývá „Plíce Dillí“. Nové Dillí leží v záplavové oblasti řeky Jamuny, v podstatě jde o vnitrozemské město. Na východ od řeky se nachází městská oblast Shahdara.

### Klima
Klima Nového Dillí se typologicky nachází na hranici mezi semiaridním a vlhkým subtropickým podnebím. Jsou zde velké rozdíly mezi létem a zimou, pokud jde o teplotu i srážky. Teplota v létě se pohybuje od 46 °C až po zhruba 0 °C v zimě. Klima v Dillí se liší od podobně situovaných měst – léta jsou dlouhá a velmi horká s prachovými bouřemi, zimy jsou relativně suché a mírné, často zacloněné dýmem z lesních požárů a s obdobím monzunů. Léta jsou dlouhá a trvají od začátku dubna do října, přičemž monzunové období nastává uprostřed léta. Zima začíná v listopadu a vrcholí v lednu. Průměrná roční teplota je kolem 25 °C a průměrné měsíční denní teploty se pohybují přibližně od 14 do 34 °C. Nejvyšší teplota v Dillí, která byla kdy zaznamenána, je 48,4 °C dne 26. května 1998, nejnižší teplota, která kdy byla zaznamenána, je -2,2 °C dne 11. ledna 1967, přičemž obě hodnoty byly zaznamenány na mezinárodním letišti Indiry Gándhíové (dříve známé jako letiště Palam). Průměrné roční srážky jsou 714 milimetrů, z nichž většina spadne během monzunů v červenci a srpnu.
| Climate data for New Delhi (Safdarjung) 1981–2010, extremes 1901–present | Climate data for New Delhi (Safdarjung) 1981–2010, extremes 1901–present | Climate data for New Delhi (Safdarjung) 1981–2010, extremes 1901–present | Climate data for New Delhi (Safdarjung) 1981–2010, extremes 1901–present | Climate data for New Delhi (Safdarjung) 1981–2010, extremes 1901–present | Climate data for New Delhi (Safdarjung) 1981–2010, extremes 1901–present | Climate data for New Delhi (Safdarjung) 1981–2010, extremes 1901–present | Climate data for New Delhi (Safdarjung) 1981–2010, extremes 1901–present | Climate data for New Delhi (Safdarjung) 1981–2010, extremes 1901–present | Climate data for New Delhi (Safdarjung) 1981–2010, extremes 1901–present | Climate data for New Delhi (Safdarjung) 1981–2010, extremes 1901–present | Climate data for New Delhi (Safdarjung) 1981–2010, extremes 1901–present | Climate data for New Delhi (Safdarjung) 1981–2010, extremes 1901–present | Climate data for New Delhi (Safdarjung) 1981–2010, extremes 1901–present |
| Month                                                                    | Jan                                                                      | Feb                                                                      | Mar                                                                      | Apr                                                                      | May                                                                      | Jun                                                                      | Jul                                                                      | Aug                                                                      | Sep                                                                      | Oct                                                                      | Nov                                                                      | Dec                                                                      | Year                                                                     |
| ------------------------------------------------------------------------ | ------------------------------------------------------------------------ | ------------------------------------------------------------------------ | ------------------------------------------------------------------------ | ------------------------------------------------------------------------ | ------------------------------------------------------------------------ | ------------------------------------------------------------------------ | ------------------------------------------------------------------------ | ------------------------------------------------------------------------ | ------------------------------------------------------------------------ | ------------------------------------------------------------------------ | ------------------------------------------------------------------------ | ------------------------------------------------------------------------ | ------------------------------------------------------------------------ |
| Record high °C (°F)                                                      | 32.4 (90.3)                                                              | 34.1 (93.4)                                                              | 40.6 (105.1)                                                             | 45.6 (114.1)                                                             | 47.2 (117.0)                                                             | 46.7 (116.1)                                                             | 45.0 (113.0)                                                             | 42.0 (107.6)                                                             | 40.6 (105.1)                                                             | 39.4 (102.9)                                                             | 36.1 (97.0)                                                              | 30.0 (86.0)                                                              | 47.2 (117.0)                                                             |
| Mean maximum °C (°F)                                                     | 25.5 (77.9)                                                              | 29.1 (84.4)                                                              | 35.3 (95.5)                                                              | 41.3 (106.3)                                                             | 43.7 (110.7)                                                             | 43.8 (110.8)                                                             | 39.7 (103.5)                                                             | 37.4 (99.3)                                                              | 37.1 (98.8)                                                              | 36.0 (96.8)                                                              | 32.2 (90.0)                                                              | 27.0 (80.6)                                                              | 44.5 (112.1)                                                             |
| Average high °C (°F)                                                     | 20.5 (68.9)                                                              | 23.9 (75.0)                                                              | 29.6 (85.3)                                                              | 36.3 (97.3)                                                              | 39.5 (103.1)                                                             | 39.2 (102.6)                                                             | 35.4 (95.7)                                                              | 34.1 (93.4)                                                              | 34.1 (93.4)                                                              | 32.8 (91.0)                                                              | 28.2 (82.8)                                                              | 23.1 (73.6)                                                              | 31.4 (88.5)                                                              |
| Daily mean °C (°F)                                                       | 14.1 (57.4)                                                              | 17.4 (63.3)                                                              | 22.7 (72.9)                                                              | 28.9 (84.0)                                                              | 32.7 (90.9)                                                              | 33.2 (91.8)                                                              | 31.4 (88.5)                                                              | 30.3 (86.5)                                                              | 29.6 (85.3)                                                              | 26.0 (78.8)                                                              | 20.5 (68.9)                                                              | 15.5 (59.9)                                                              | 25.2 (77.4)                                                              |
| Average low °C (°F)                                                      | 7.6 (45.7)                                                               | 10.4 (50.7)                                                              | 15.6 (60.1)                                                              | 21.3 (70.3)                                                              | 25.8 (78.4)                                                              | 27.9 (82.2)                                                              | 27.4 (81.3)                                                              | 26.6 (79.9)                                                              | 25.0 (77.0)                                                              | 19.1 (66.4)                                                              | 12.9 (55.2)                                                              | 8.3 (46.9)                                                               | 19.0 (66.2)                                                              |
| Mean minimum °C (°F)                                                     | 4.1 (39.4)                                                               | 6.1 (43.0)                                                               | 10.7 (51.3)                                                              | 16.0 (60.8)                                                              | 20.8 (69.4)                                                              | 22.3 (72.1)                                                              | 24.0 (75.2)                                                              | 23.6 (74.5)                                                              | 21.7 (71.1)                                                              | 14.7 (58.5)                                                              | 8.6 (47.5)                                                               | 4.6 (40.3)                                                               | 3.6 (38.5)                                                               |
| Record low °C (°F)                                                       | −0.6 (30.9)                                                              | 1.6 (34.9)                                                               | 4.4 (39.9)                                                               | 10.7 (51.3)                                                              | 15.2 (59.4)                                                              | 18.0 (64.4)                                                              | 20.3 (68.5)                                                              | 20.7 (69.3)                                                              | 17.3 (63.1)                                                              | 9.4 (48.9)                                                               | 3.9 (39.0)                                                               | 0.0 (32.0)                                                               | −0.6 (30.9)                                                              |
| Average rainfall mm (inches)                                             | 19.3 (0.76)                                                              | 22.1 (0.87)                                                              | 15.9 (0.63)                                                              | 13.0 (0.51)                                                              | 31.5 (1.24)                                                              | 82.2 (3.24)                                                              | 187.3 (7.37)                                                             | 232.5 (9.15)                                                             | 129.8 (5.11)                                                             | 14.3 (0.56)                                                              | 4.9 (0.19)                                                               | 9.4 (0.37)                                                               | 762.3 (30.01)                                                            |
| Average rainy days                                                       | 1.3                                                                      | 1.8                                                                      | 1.6                                                                      | 1.2                                                                      | 2.5                                                                      | 4.6                                                                      | 9.4                                                                      | 9.8                                                                      | 5.5                                                                      | 1.0                                                                      | 0.5                                                                      | 0.9                                                                      | 40.1                                                                     |
| Average relative humidity (%) (at 17:30 IST)                             | 52                                                                       | 42                                                                       | 35                                                                       | 23                                                                       | 26                                                                       | 39                                                                       | 62                                                                       | 66                                                                       | 58                                                                       | 44                                                                       | 48                                                                       | 54                                                                       | 45                                                                       |
| Mean monthly sunshine hours                                              | 220.1                                                                    | 223.2                                                                    | 248.0                                                                    | 276.0                                                                    | 285.2                                                                    | 219.0                                                                    | 179.8                                                                    | 176.7                                                                    | 219.0                                                                    | 260.4                                                                    | 246.0                                                                    | 220.1                                                                    | 2,773.5                                                                  |
| Mean daily sunshine hours                                                | 7.1                                                                      | 7.9                                                                      | 8.0                                                                      | 9.2                                                                      | 9.2                                                                      | 7.3                                                                      | 5.8                                                                      | 5.7                                                                      | 7.3                                                                      | 8.4                                                                      | 8.2                                                                      | 7.1                                                                      | 7.6                                                                      |

## Náboženství
Podle sčítání lidu z roku 2011 je hinduismus vyznávaný 89,8 % populace Nového Dillí. Existují také komunity muslimů (4,5 %), křesťanů (2,9 %), sikhů (2,0 %) a džinistů (0,4 %). Mezi další náboženské skupiny patří buddhisté a Židé.